# Rój wysp

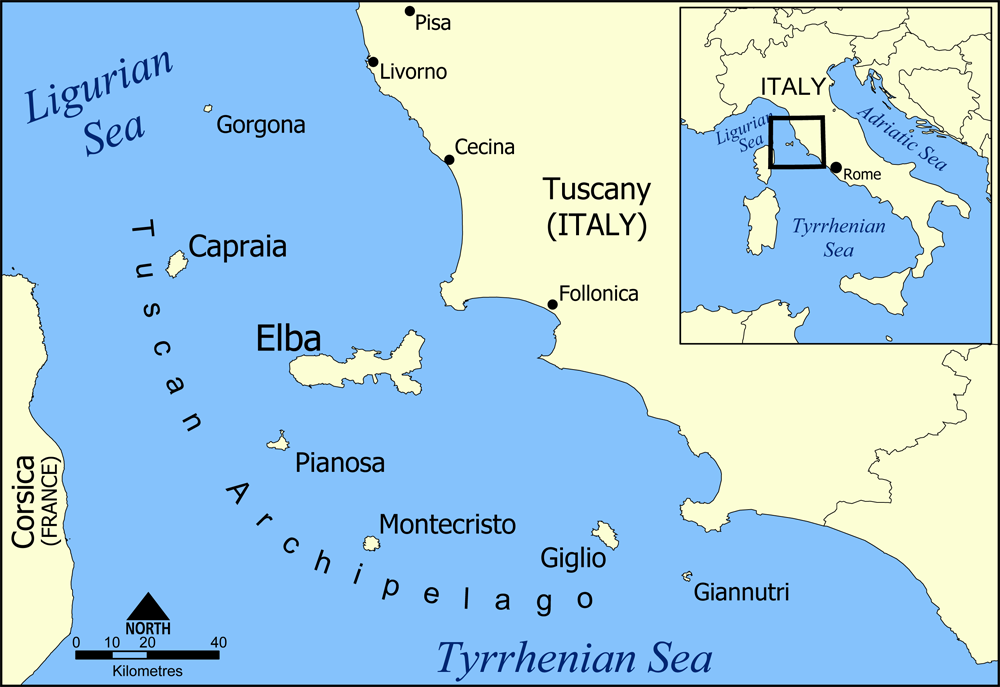
Archipelag Toskański - jego największą wyspą jest Elba.

Rojem wysp nazywamy rodzaj archipelagu, w którym wyspy rozmieszczane są w sposób losowy (bezładny). Wyspy te charakteryzują się najczęściej niewielkimi rozmiarami, a odległości między nimi są także nieduże.
Przykładem takiego rozmieszczenia wysp mogą być Sporady na Morzu Egejskim, Cyklady na Morzu Kreteńskim i Wyspy Toskańskie na Morzu Tyrreńskim.